# Список дипломатичних місій Швеції

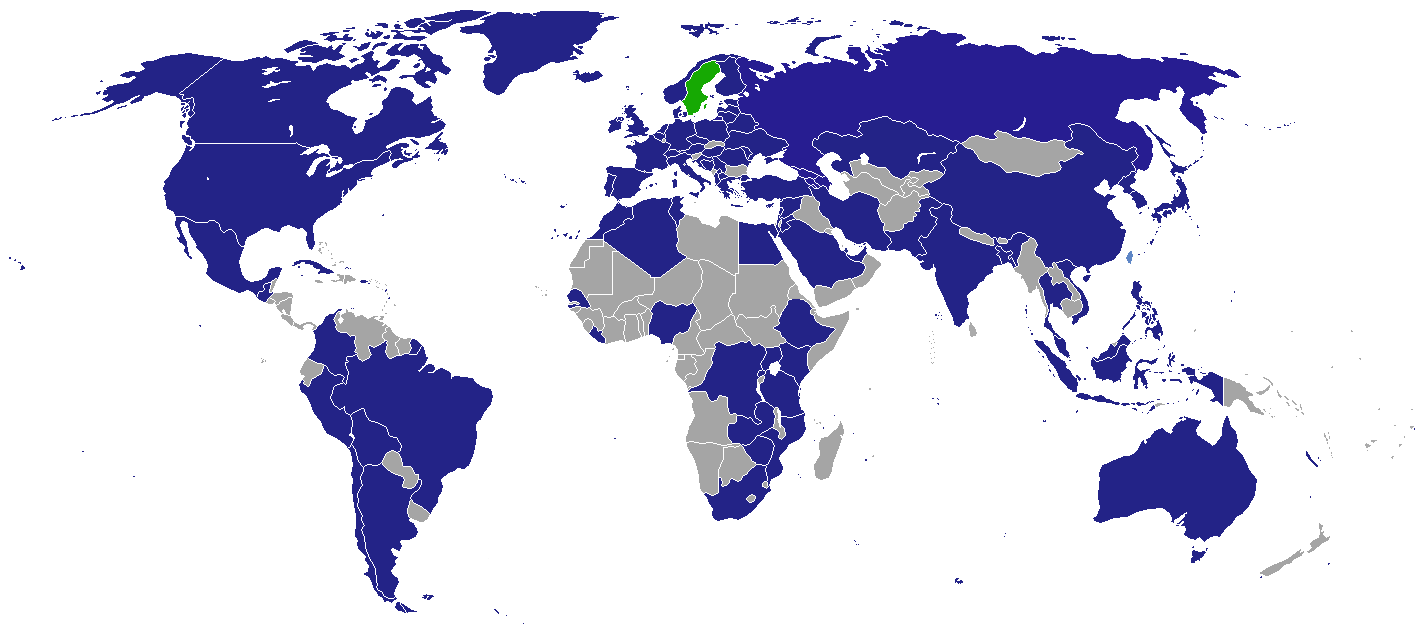
Карта шведських дипломатичних місій

Список дипломатичних місій Швеції — на даний момент Швеція має 78 посольств та 13 генеральних консульств за кордоном Швеції. Швеція була першою державою Західної Європи, що відкрила своє представництво в Північній Кореї і досі там представляє інтреси декількох інших країн. У 2010 р. шведським урядом було прийнято рішення про скорочення кількості своїх посольств.

## Європа
- Албанія, Тирана (посольство)
- Австрія, Відень (посольство)
- Білорусь, Мінськ (посольство)
- Боснія та Герцеговина, Сараєво (посольство)
- Хорватія, Загреб (посольство)
- Чехія, Прага (посольство)
- Кіпр, Нікозія (посольство)
- Данія, Копенгаген (посольство)
- Естонія, Таллінн (посольство)
- Фінляндія, Гельсінкі (посольство)
  - Марієхамн (генеральное консульство)
- Франція, Париж (посольство)
- Німеччина, Берлін (посольство)
- Греція, Афіни (посольство)
- Угорщина, Будапешт (посольство)
- Ісландія, Рейк'явік (посольство)
- Італія, Рим (посольство)
- Косово, Приштина (посольство)
- Латвія, Рига (посольство)
- Литва, Вільнюс (посольство)
- Північна Македонія, Скоп'є (посольство)
- Молдова, Кишинів (посольство)
- Нідерланди, Гаага (посольство)
- Норвегія, Осло, (посольство)
- Польща, Варшава (посольство)
- Португалія, Лісабон (посольство)
- Румунія, Бухарест (посольство)
- Росія, Москва (посольство)
  - Санкт-Петербург (генеральне консульство)
- Сербія, Белград (посольство)
- Іспанія, Мадрид (посольство)
- Швейцарія, Берн (посольство)
- Україна, Київ (посольство)
- Велика Британія, Лондон (посольство)

## Азія
- Бангладеш, Дакка (посольство)
- Камбоджа, Пном-Пень (посольство)
- Китай, Пекін (посольство)
  - Гонконг (генеральне консульство)
  - Шанхай (генеральне консульство)
- Грузія, Тбілісі (посольство)
- Індія, Нью-Делі (посольство)
- Індонезія, Джакарта (посольство)
- Іран, Тегеран (посольство)
- Ізраїль, Тель-Авів (посольство)
  - Єрусалим (генеральне консульство)
- Японія, Токіо (посольство)
- Йорданія, Амман (посольство)
- Flag of North Korea.svg|border КНДР, Пхеньян (посольство)
- Південна Корея, Сеул (посольство)
- Малайзія, Куала-Лумпур (посольство)
- Пакистан, Ісламабад (посольство)
- Саудівська Аравія, Ер-Ріяд (посольство)
- Сінгапур (посольство)
- Сирія, Дамаск (посольство)
- Flag of the Republic of China.svg|border Тайвань, Тайбей (торгове представництво)
- Таїланд, Бангкок (посольство)
- Туреччина, Анкара (посольство)
  - Стамбул (генеральне консульство)
- ОАЕ, Абу-Дабі (посольство)
- В'єтнам, Ханой (посольство)

## Америка
- Аргентина, Буенос-Айрес (посольство)
- Болівія, Ла-Пас (посольство)
- Бразилія, м. Бразиліа (посольство)
- Канада, Оттава (посольство)
- Чилі, Сантьяго (посольство)
- Колумбія, Богота (посольство)
- Куба, Гавана (посольство)
- Гватемала, м. Гватемала (посольство)
- Мексика, Мехіко (посольство)
- США, Вашингтон (посольство)

## Африка
- Алжир, м. Алжир (посольство)
- Ангола, Луанда (посольство)
- Буркіна-Фасо, Уагадугу (посольство)
- Демократична Республіка Конго, Кіншаса (посольство)
- Єгипет, Каїр (посольство)
- Ефіопія, Аддис-Абеба (посольство)
- Кенія, Найробі (посольство)
- Ліберія, Монровія (посольство)
- Малі, Бамако (посольство)
- Марокко, Рабат (посольство)
- Мозамбік, Мапуту (посольство)
- Нігерія, Абуджа (посольство)
- Руанда, Кігалі (посольство)
- ПАР, Преторія (посольство)
- Танзанія, Дар-ес-Салам (посольство)
- Уганда, Кампала (посольство)
- Замбія, Лусака (посольство)
- Зімбабве, Хараре (посольство)

## Океанія
- Австралія, Канберра (посольство)

## Міжнародні організації
- Брюссель (постійна місія в ЄС та «NATO» — ОПАД)
- Женева (постійна місія в установах ООН)
- Нью-Йорк (постійна місія в ООН)
- Страсбург (постійна місія у Раді Європи)
- Париж (постійна місія в ЮНЕСКО)
- Відень (постійна місія в ОБСЄ)